# Francesco Bascone
Francesco Bascone (Mazara del Vallo, 12 ottobre 1872 – 18 agosto 1948) è stato un politico italiano.

## Biografia
Maestro elementare e direttore didattico nei primi anni del novecento. È stato tra i principali protagonisti della costituzione della Corporazione della scuola, sodalizio associativo dei maestri fascisti e strumento attraverso cui viene prima indebolito e poi stroncato l'associazionismo magistrale democratico. Nel 1927 ha fondato l'istituto Nazionale di Assistenza Magistrale, che ha diretto fin quasi alla scomparsa, attraverso il quale è stato promotore di istituti scolastici, colonie marine, convitti e case di cura e riposo per insegnanti. Nel corso del mandato parlamentare è stato autore di numerosi disegni di legge in materia di pubblica istruzione. A suo nome opera una fondazione culturale che svolge attività sui temi della legislazione scolastica.

## Opere (parziale)
- Manuale sistematico di legislazione scolastica, 1908;
- Regolamento generale dell'istruzione elementare, 1908
- Codice dell'istruzione elementare, 1915;
- Lezioni di legislazione scolastica per le scuole normali, i corsi magistrali, i corsi di perfezionamento, 1921
- La legislazione fascista per la scuola primaria, 1935;
- Il nuovo ordinamento del Monte pensioni per gli insegnanti elementari, 1941;
- Ordinamento della scuola elementare e stato giuridico dei maestri, 1947